# 缅甸蟾蜍
缅甸蟾蜍（学名：Bufo burmanus）为蟾蜍科蟾蜍属的两栖动物。分布于缅甸，越南和中国大陆云南等地，多栖息于砾石河床的急流中。该物种的模式产地在缅甸。其种加词“burmanus”意为“缅甸的”。

## 保护
本种于2023年被收录入《有重要生态、科学、社会价值的陆生野生动物名录》。